# Scopula micara
Scopula micara là một loài bướm đêm thuộc họ Geometridae. Loài này có ở Brasil.